# Hijam
Hijam (grč. Hymaees) je bio perzijski vojni zapovjednik u službi Darija Velikog tokom Jonskog ustanka. Nakon izbijanja pobune u Joniji, perzijske snage u Maloj Aziji su se 497. pr. Kr. pregrupirale, te su tri Darijeva zeta Dauris, Otan i Hijam podijelila snage na tri dijela i preuzeli zapovjedništvo nad njima. Herodot tvrdi kako su navedena tri generala podijelila pokorena područja na tri dijela, nakon čega su krenuli u pohod svaki na svoj cilj. Hijam je svoju vojsku poveo prema Propontu, gdje je zauzeo grad Cius. Nakon što je Dauris krenuo u Kariju, Hijam se zaputio nastaviti njegov posao oko Dardanela gdje je zauzeo mnoge eolijske gradove, kao i neke gradove u Troadi. Ipak, nedugo kasnije je umro pa su njegovu vojsku preuzeli Otan i Artafern, koji su krenuli u pohod na Joniju.

## Poveznice
- Jonski ustanak
- Otan
- Dauris

## Vanjske poveznice
- Jonski ustanak (enciklopedija Iranica, E. Badian)  Arhivirana inačica izvorne stranice od 1. lipnja 2009. (Wayback Machine)
- Ancient Persia: Jonski ustanak - Hijam, Duris i Otan